# أعمدة الإنارة باستخدام الطاقة الشمسية

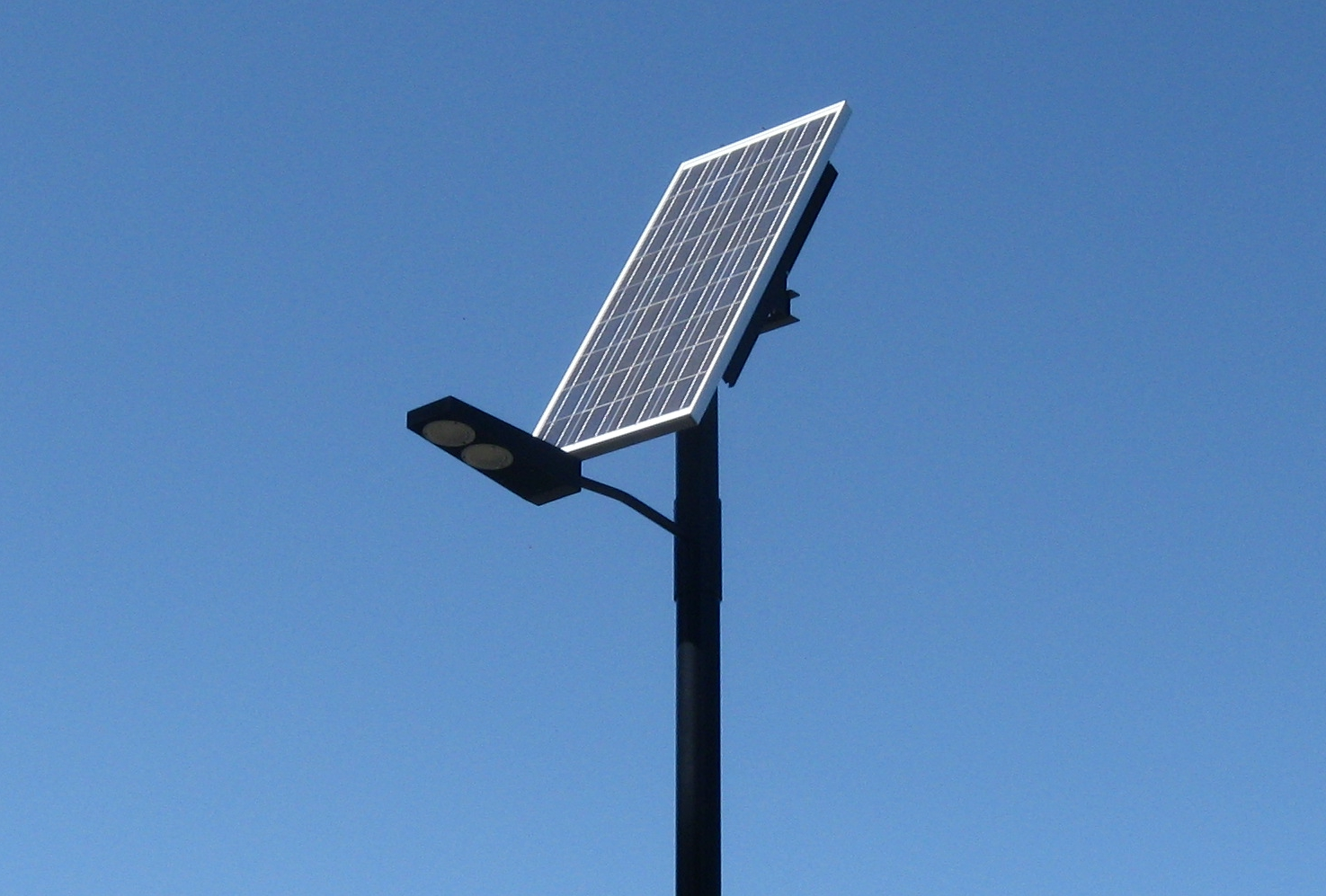

أعمدة الإنارة باستخدام الطاقة الشمسية هي وسيلة من وسائل الحصول على الإنارة بدون تكلفة تذكر حيث أن تكلفة العامود بالطاقة الشمسية مساوية لتكلفة العامود العادي مع الأخذ بعين الاعتبار التكلفة في البنية التحتية للأعمدة من كابلات وحفر وردم
عمر عامود الطاقة الشمسية أضعاف عمر العامود العادي باستخدام مشعات الليد.
كما أن أعمدة الإنارة لها هي الأفضل في العمر الافتراضي والكفاءة
رغم أن استخدام الطاقة الشمسية في مصر لانارة الشوارع يوفر اثنين ونصف مليار دولار سنويا إلا أن الخطوات لتطبيق تلك النظم لا تزال تواجه مشاكل في التمويل فكل هيئة أو مؤسسة لا تأخذ المبادرة لبداية الإنشاء ولاتزال مصر تنشئ الأنواع السيئة من الكشافات المستهلكة للطاقة.